# Stars of Europe
Stars of Europe is een muziekfestival in België dat speciaal bedoeld is om de aandacht op Unicef te vestigen. De eerste editie was in 2007. In 2008 werd een tweede editie gehouden, op vrijdag 19 september. 
De twee eerste edities werden gehouden aan de voet van het Brusselse Atomium, op de Heizelvlakte.

## Geschiedenis Line-Up

### 2007
24 maart
- Axelle Red
- Carla Bruni
- Gipsy Kings
- Greg Cerrone
- Helmut Lotti
- Hooverphonic
- Kate Ryan
- Kim Wilde
- Las Ketchup
- Laurent Voulzy
- Lou Bega
- Maria Ilieva
- Maurane
- Miguel Ángel Muñoz
- Nadiya
- Nana Mouskouri
- Ozark Henry
- Scala
- Scorpions
- Simply Red
- Zucchero

### 2008
19 september
- Adamo
- Air Traffic
- Garou
- Helmut Lotti
- Kate Ryan
- Nile Rodgers
- OMD
- Robyn
- Sharleen Spiteri
- Starsailor
- Teatro
- Thomas Dutronc